# Forensic Follies
Forensic Follies è il venticinquesimo album in studio del chitarrista statunitense Buckethead, pubblicato il 1º giugno 2009 dalla Hatboxghost Music.

## Il disco
Forensic Follies è stato il primo album in cui Buckethead ha sperimentato la tecnica della xenocronia: tutte le tracce sono infatti realizzate unendo e sovrapponendo parti strumentali estratte da brani dei precedenti album. La stessa tecnica è usata anche nel successivo album Needle in a Slunk Stack.

## Pubblicazione
Forensic Follies è stato inizialmente distribuito in anteprima ai concerti a partire dal 1º giugno 2009. Successivamente è stato pubblicato digitalmente il 13 settembre 2009 nei principali negozi di musica.

## Tracce
Musiche di Buckethead e Dan Monti.
1. Forensic Follies – 3:52
2. A-Cycle Light-ray Cannons – 6:22
3. Splinter in a Slunk's Eye – 5:32
4. Under Sea Scalp – 2:50
5. Whirlwind – 3:33
6. Plunger – 3:04
7. Trunk of the Tree – 2:00
8. Slunk Shrine – 2:09
9. Open Coffin Jamboree – 3:14
10. (I'll Be) Taking Care of Grampa – 2:34
11. Three Headed Troll – 2:21
12. Splinter Disection – 2:10
13. Mannequin Molds – 2:40

## Formazione
- Buckethead – chitarra

Altri musicisti
- Dan Monti – basso, missaggio[2]